# Aeroportul Hyderabad
Aeroportul Hyderabad (IATA: HDD, ICAO: OPKD) este un aeroport din Hyderabad District⁠(d), Hyderabad Division⁠(d), Sindh, Pakistan ce deservește zona Hyderabad⁠(d). A fost numit după zona deservită.
Situat la o altitudine de 41 m, aeroportul dispune de o singură pistă. Este operat de Pakistan Civil Aviation Authority⁠(d).